# Phineas and Ferb Christmas Vacation
«Phineas and Ferb Christmas Vacation» (с англ. — «Рождественские каникулы») — это 22 серия 2 сезона мультсериала «Финес и Ферб». Вышла в эфир 11 декабря 2009 года. Это серия специальный рождественский  выпуск. Также это ещё первая серия где действие происходит не в летние каникулы. Единственная серия в мультсериале, когда действие происходит зимой.
Также эта серия известна под названием A Very Perry Christmas (с англ. — «Перрикрасное рождество»).

## Сюжет
В Сочельник Лоренс и Линда застревают в аэропорту, родителям придётся прийти позже. Финес и Ферб, преобразовывают вершину их дома в большую, экстравагантную остановку отдыха для Санта Клауса, полного саун, массажных столов, спутникового телевидения. Братья убеждают всех в Дэнвилле помочь украсить весь город для Рождества, и они следуют, распространяя счастливое приветствие по пути. Кэндэс, занята, пытаясь выяснить, что подарить Джереми.
Тем временем Перри, уползает, чтобы посетить Рождественскую вечеринку его организации. После получения компакт-диска Тосканы от его «Тайного Санты», ему дают задание остановить Фуфелшмертца. Он бросается прочь к логовищу Фуфелшмертца и попадается в ловушку в рождественских огнях, завершенных куропаткой. Фуфелшмертц показывает, что его дядя послал ему специальное устройство, которое может разрушить Рождество — его проблема — то, что он просто любит праздник Рождество, он думает зачем бы ему разрушать Рождество, и всё-таки он включает устройство. Это устройство помечает всех в городе как непослушных, поэтому в городе отменяют Рождество. Финес, Ферб, и их друзья обезумили и они решают устроить на радиопередаче песню о том, почему Дэнвилл должен быть «хорошим» на радио в Северном полюсе; два эльфа услышали радиопередачу и решают спуститься до города, чтобы исследовать то, что вызвало неудачу. Тем временем Кэндэс продолжает пытаться заставить Джереми намекать на свой прекрасный подарок, просто сбивая с толку мальчика.
Эльфы — названные Блэйком и Клюинем — наконец прибывают в Дэнвилл и сообщают мальчикам, что кажется, что это — город непосредственно, не люди, которые «непослушные» и эльфы неуверены почему. Фуфелшмертц, тем временем, решает вставить песню Перри, компакт-диск Перри сломал очень громким звуком устройство под названием разрушителенатор, заставляя Рождественское приветствие возвратиться в Дэнвилл и удаляя «непослушных». Дети, видя их возможность спасти праздник, решают использовали летающее судно Блэйка и Клюина, чтобы доставить подарки, построенные этими двумя эльфами на рекордной скорости в каждый дом в городе. Они почти терпят неудачу при выполнении работы, поскольку на улице слишком темно, чтобы видеть что-либо, но друга мальчиков, Бьюфорд заставляет всех в городе включать рождественские огни, эльф помещает его в «хороший» список в процессе. Они наконец преуспевают, и все в городе получают подарки.

## Производство
В интервью с Orange County Register, «Рождественские Каникулы»  были описаны создателем Дэном Повенмайром, как являющимся «действительно сладким, теплым специальным предложением, на котором мы действительно горды иметь наше имя».  Семь новых оригинальных песен были написаны для эпизода, и были выполненными группой Big Bad Voodoo Daddy, Повенмайер надеялся, что дети будут думать сколько песен, столько классиков, как "Рудольф Красноносый Северный олень." Производитель Зак Монкриф также сделал большие надежды на эпизод, надеясь, что это станет мгновенным праздничным классиком.

### Выпуск и поощрение
Эпизод был продвинут с помощью многократных платформ, включая примьеру музыки от специального предложения в радиопередаче по Радио Дисней 17 ноября 2009 года, сопровождаемый премьерой на Диснее XD, канал Дисней, и Семья ABC, и эпизод стал доступен для мобильных устройств таких как Xbox Live Marketplace и iTunes. Радиопередача специально предложена на Диснее XD, предшествовал марафон всех-выходных дней, в то время как на радиопередаче специального предложения на канале Дисней предшествовал шестичасовой марафон, названный «Doof's Dastardly Schemes».  DVD специального предложения должно быть выпущено 5 октября 2010 года наряду с 4 другими эпизодами от ряда. Ряд сделал свой дебют телевидения на ABC 24 декабря 2010 года

## Альтернативная версия
6 декабря 2010 года эта версия передавалась на Диснее XD в Германии. Эта версия будет содержать песни от Финеса Ферба и их праздничных друзей. У эпизода будет тот же самый заговор как у оригинала. Расширенный выпуск начат в декабре 2010 года на канале Дисней и Диснее XD, содержа дополнительную песню, «Что Он Хочет?»

## Цитаты
Кэндэс: Мам, а Финес и Ферб снялись в рождественской серии!

Майор Монограмм: Карл, хватит снимать свой зад! Снимай мой.